# Sitcelis
Sitcelis es un cultivar de higuera de tipo higo común Ficus carica, unífera de higos de epidermis con color de fondo morado con sobre color verdoso claro. Se cultiva en la colección de higueras de Montserrat Pons i Boscana en Llucmajor, Islas Baleares.

## Sinonimia
- „Sitceli“ en Ariañy.[4][5][6]
- „Xitxelis“ en Sancellas
- „Dels Set Cels“ en San Lorenzo del Cardezar
- „Peluda“ en Artá

## Historia
Actualmente la cultiva en su colección de higueras baleares Montserrat Pons i Boscana, rescatada de un ejemplar madre que se encuentra en "Son Namora Vell" en el término de Algaida asociada al cultivo de cereales.
La variedad 'Sitcelis' no tiene un cultivo muy frecuente en las Islas Baleares, y se la nombra así por el tamaño del árbol. También se denomina como 'Dels Set Cels' ('De los Siete Cielos'), dando a entender el elevado vigor y el soberbio desarrollo del árbol.

## Características
La higuera 'Sitcelis' es una variedad unífera de tipo higo común. Árbol de gran desarrollo, follaje esparcido con ramas colgando, en la copa las hojas clarean. Sus hojas con 3 lóbulos (70%), y enteras (30%) media de higueras. La yema apical de color verde con márgenes rojizos.
Los higos 'Sitcelis' son higos ovoidales, que presentan un alto porcentaje de frutos aparejados (20 a 24%), de unos 29 gramos en promedio, de epidermis gruesa de color de fondo morado con sobre color verdoso claro, cavidad ausente. Ostiolo de 0 a 2 mm con escamas medianas morado claro. Pedúnculo de 3 a 7 mm cilíndrico verde claro. Grietas longitudinales escasas o ausentes. Costillas poco marcadas. Con un ºBrix (grado de azúcar) de 22, sabor poco dulce, de consistencia dura, con color de la pulpa rojo. Los higos son de un inicio de maduración sobre el 3 de septiembre al 21 de octubre y de producción alta. Son muy resistentes a la lluvia.
Se aprovecha para alimentación de ganado ovino y porcino, así como para consumo en fresco. Difícil abscisión del pedúnculo y buena facilidad de pelado.

## Cultivo
'Sitcelis', es una variedad de higo morado, con alto rendimiento productivo y largo periodo de recolección, con una epidermis bastante dura, áspera y una notable pilosidad que difumina el color externo del higo. Esto lo hace muy resistente a la lluvia, alta resistencia al transporte, y muy resistentes a la apertura del ostiolo. Se está tratando de recuperar de ejemplares cultivados en la colección de higueras baleares de Montserrat Pons i Boscana en Llucmajor.<